# Кіллене (міфологія)
Кілле́не (дав.-гр. Κυλλήνη; іноді Кілікс) — персонаж давньогрецької міфології, дочка Зевса,
німфа (за іншою версією — океаніда) або ореада гори Кіллене, дружина Пеласга, мати аркадського царя Лікаона, який запропонував Зевсу їжу, приготовану з людського м'яса, і був за це перетворений на вовка. Через це розлючений Зевс надіслав потоп на рід людський.